# 耶律阿思
耶律阿思（?—?），字撒班。辽朝政治人物、軍人。契丹人。耶律獨攧之子。
清寧初年，補任祗候郎君。他因为善于弓射，于是掌管狩猎，進渤海近侍詳稳。清寧九年（1063年），耶律重元之乱爆发，耶律阿思与護衛蘇射殺耶律涅魯古，被賜号靖乱功臣。太康九年（1083年），转任契丹行宮都部署。太安二年（1086年），兼知北院大王事。太安四年（1088年）封漆水郡王。寿昌元年（1095年）十二月，为北院枢密使、监修国史。乾統元年（1101年），辽道宗驾崩，受顾命辅佐辽天祚帝，加于越之位。他受到耶律乙辛之党重罪者的賄賂，对他们多宽大处置。蕭合魯提出增强边境軍備，耶律阿思极力反对。後因病失语而致仕，加尚父之位，封趙王。八十岁时去世，追封齐国王。

## 延伸阅读
[在维基数据编辑]
 《遼史/卷96》，出自脱脱《遼史》